# Евдокимов (хутор)
Евдокимов — хутор в Волоконовском районе Белгородской области России. В составе Ютановского сельского поселения.

## География
Хутор расположен в восточной части Белгородской области, на левом берегу малой реки под названием Манджоха (бассейна Оскола), в 4,4 км по прямой к западо-юго-западу от районного центра Волоконовки.

## Население
| 2002 | 2010 |
| ---- | ---- |
| 16   | →16  |